# Kościół Matki Bożej Wspomożenia Wiernych w Dobczycach
Kościół Matki Bożej Wspomożenia Wiernych – neoromański kościół z elementami neogotyku. Znajduje się on w Dobczycach przy Rynku.
Wzniesiony został w latach 1947–1949. Kościół jest budowlą trójnawową z typem bazylikowym z wieżą umieszczoną na osi nawy głównej. Wewnątrz kościoła w przedsionku po prawej stronie wisi drewniany gotycki krucyfiks z II poł. XV wieku. Przy drzwiach znajduje się jeden z najstarszych zabytków – dawna chrzcielnica pochodząca z XIII wieku wykonana z piaskowca obecnie pełniąca role kropielnicy. Wewnątrz kościoła podziwiać można figurę Chrystusa Frasobliwego z XVIII wieku oraz XVII-wieczną chrzcielnicę z czerwonego marmuru będącą fundacją starosty dobczyckiego Sebastiana Lubomirskiego. Ściany kościoła zostały pokryte polichromią przedstawiającą cuda i naukę Jezusa, wykonaną w latach 1985–1988 przez krakowskiego artystę Jerzego Witkowskiego. Ołtarz główny to tryptyk, w którego części centralnej umieszczono polichromowaną gotycką pietę łączoną z warsztatem Wita Stwosza datowaną na XV wiek. Figurę odnawiano w 1960 i ponownie w 1986.

## Galeria

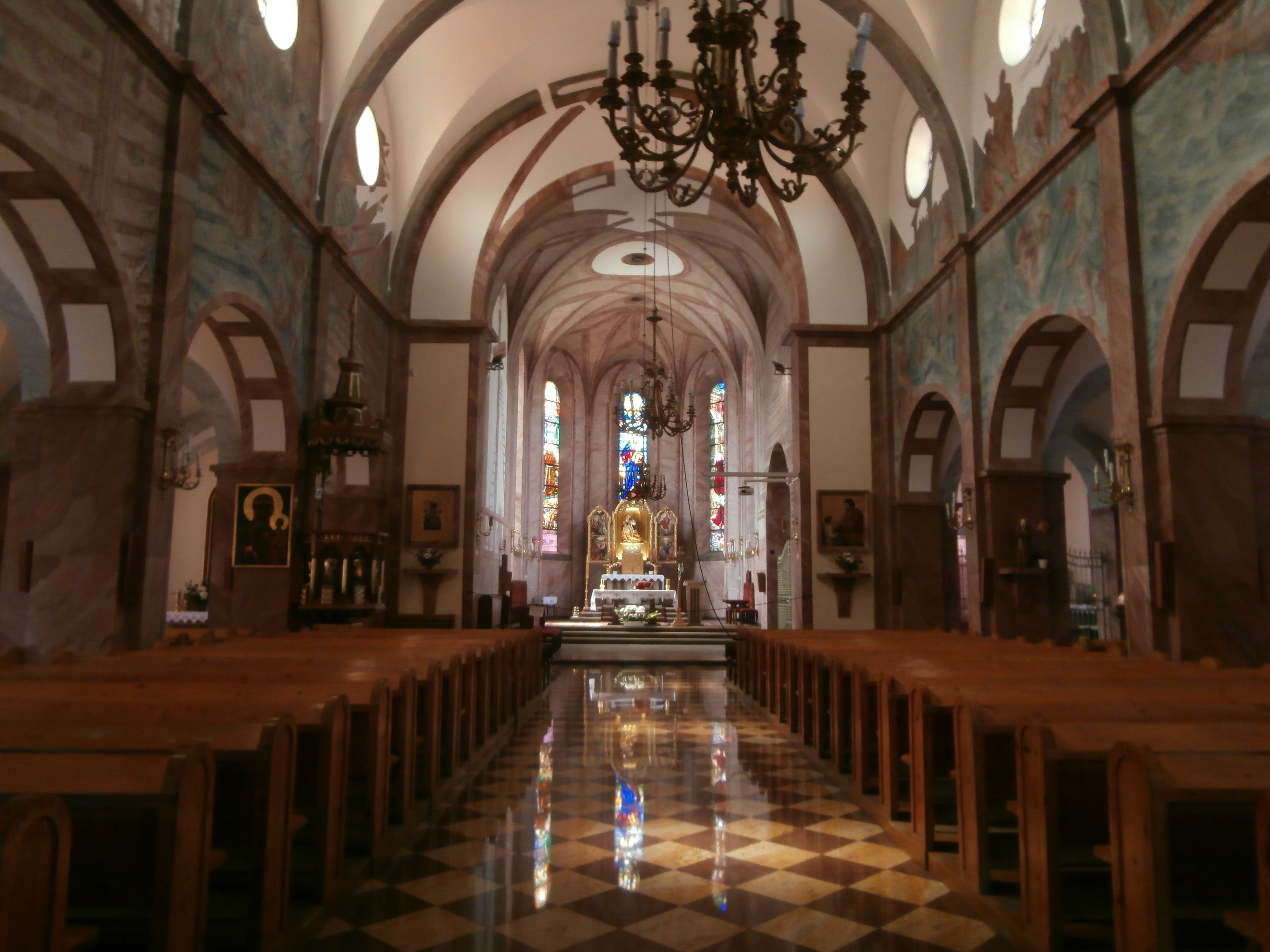
Wnętrze, widok w stronę ołtarza
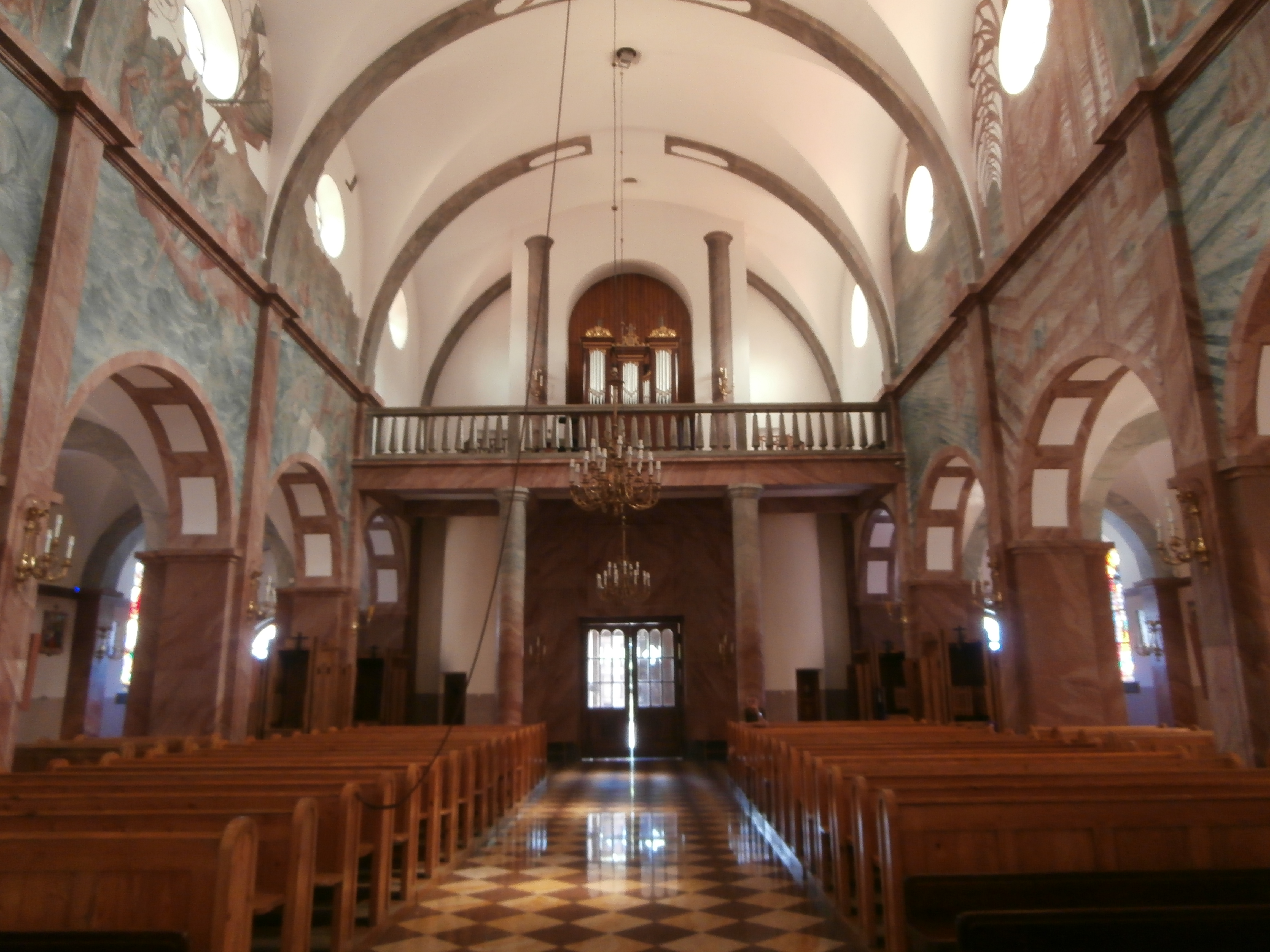
Wnętrze, widok w stronę wejścia
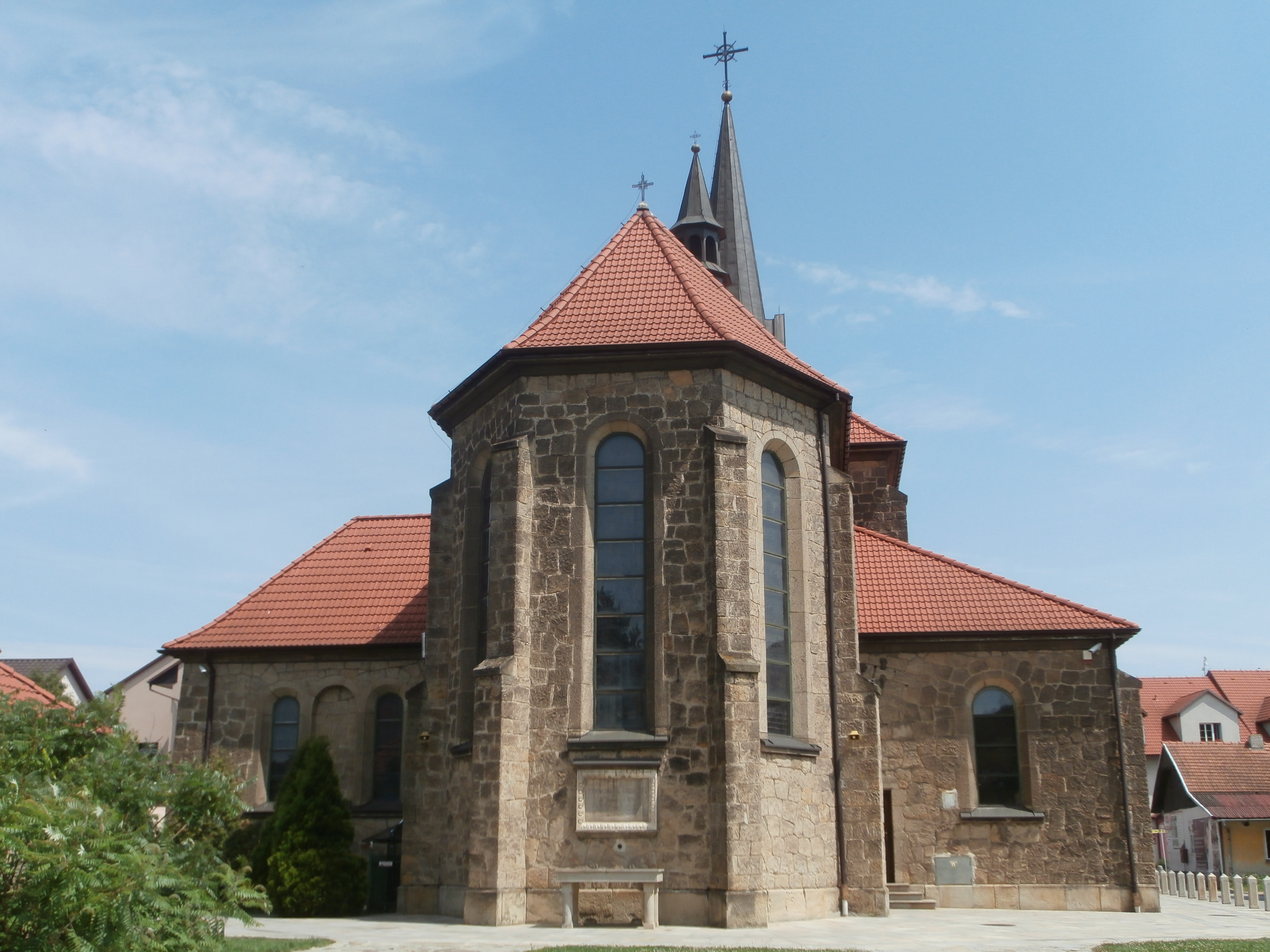
Prezbiterium z zewnątrz i ołtarz polowy
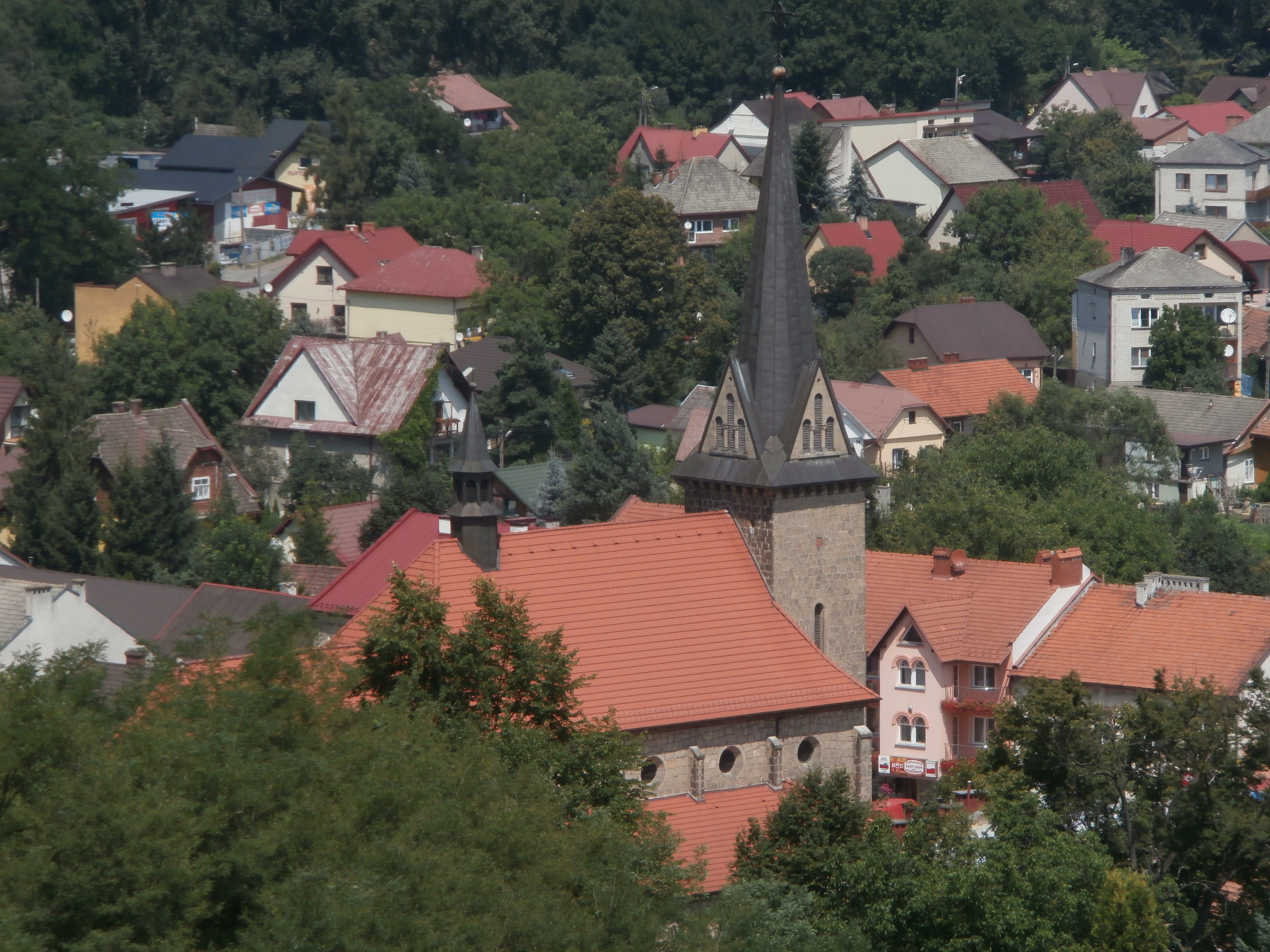
Widok na kościół z zamku